# جو فانگ

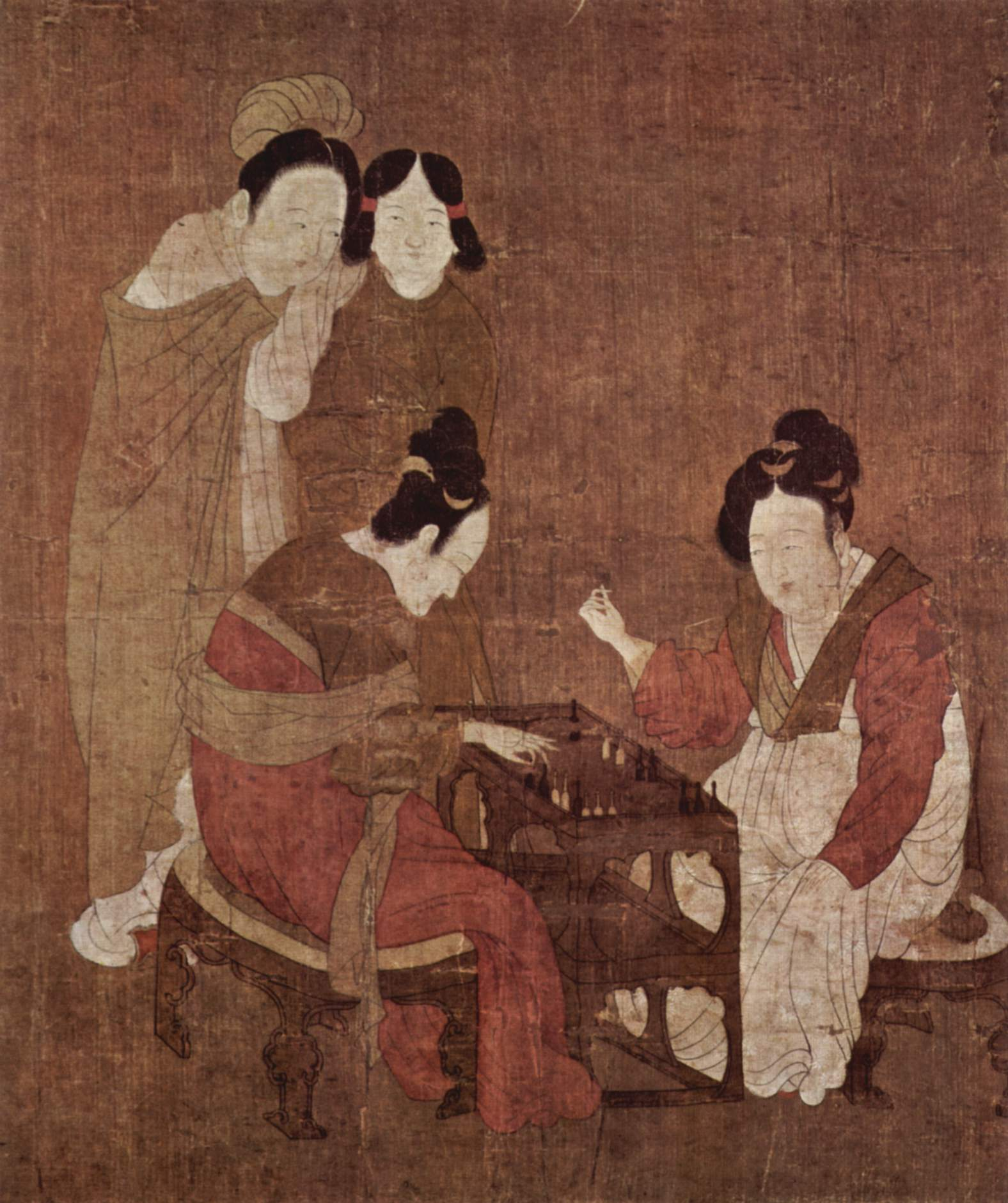
بانوان در حال بازی تاس اثر جو فانگ

جو  فانگ (چینی: 周昉، پین‌یین: Zhou Fang، وید جایلز: Chou Fang) (درحدود ۷۳۰ - ۸۰۰) نقاشی چینی در اواسط دورهٔ امپراتوری تانگ بود. او را به نام‌های جو جینگ شوآن و جونگ لانگ نیز می‌شناسند.

## زندگینامه
جو در حدود سال ۷۳۰ میلادی در چانگ‌آن (شیان امروزی) زاده شد. او از خانواده‌ای اصیل بود و این موضوع در نقاشی‌های او همچون تابلوی «بانوان درباری در حال آراستن موهایشان» نیز نمود داشت. جو فانگ همچنین تحت تأثیر سبک ناب و پر از جزئیات گو کای‌جی و لو تان‌وی، از نقاشان دوران شش دودمان بود و در کشیدن آثارش از آنها پیروی می‌کرد.